# 恩恰斯特拉亞山
44°22′00″N 6°53′24″E / 44.36667°N 6.89000°E

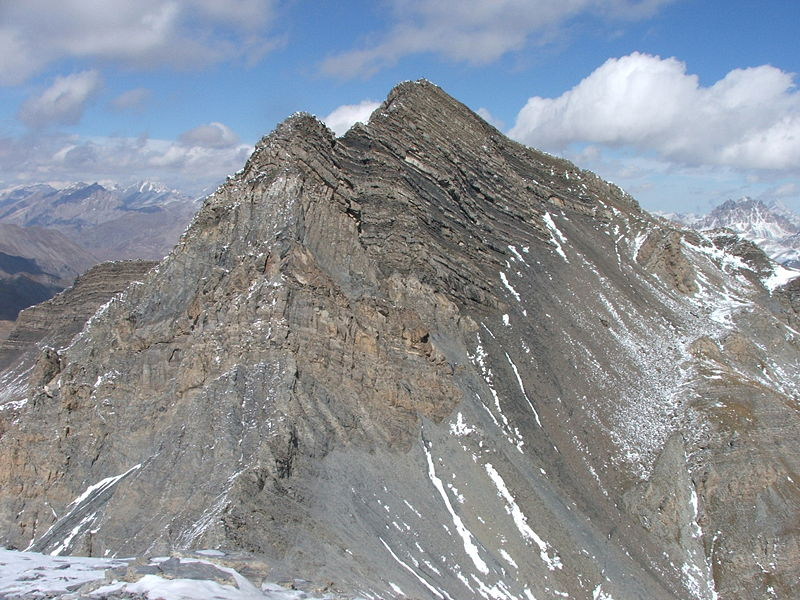

恩恰斯特拉亞山（法語：Tête de l'Enchastraye），是西歐的山峰，位於法國和意大利接壤的邊境，由普羅旺斯-阿爾卑斯-蔚藍海岸大區和皮埃蒙特大區負責管轄，屬於濱海阿爾卑斯山脈的一部分，海拔高度2,955米。